# On the Loose
«On the Loose» es una canción del cantante irlandés Niall Horan, se lanzó a través de Capitol Records como el cuarto sencillo de su álbum de estudio debut, Flicker, el 16 de febrero de 2018. Horan coescribió la canción junto a Julian Bunetta y John Ryan. La canción se lanzó en la radio estadounidense Mainstream Top 40 el 20 de febrero de 2018. Una versión alternativa se lanzó el 16 de febrero de 2018.

## Antecedentes
Horan debutó la canción el 13 de mayo de 2017 durante su actuación en el concierto Summer Kick Off de Channel 93.3 en San Diego. El 29 de mayo de 2017, Horan actuó en la serie de conciertos Citi de The Today Show, cerrando el programa con un debut en televisión de «On the Loose».
Horan admitió en una entrevista con Herald Sun que canalizó a Fleetwood Mac para la canción. "Puedes escuchar el 'Mac en eso. Todos siempre están tratando de escribir sus propios sueños. Tengo solo 24 años, Fleetwood Mac es la música que escuché desde que tenía cuatro años. Escucho muchos otros tipos de música, pero eso es lo que siempre me ha acompañado. Estaba pasando por una fase de punk rock cuando tenía 15 años, ahora me gusta el punk rock pero no cogería mi iPod e iría directamente a él, probablemente ve a Mac y Crosby Stills y Nash y Jackson Browne y Tom Petty. Son los artistas en mi cabeza, creo que puedes escuchar eso en el álbum".

## Lanzamiento
Anunció el 5 de febrero de 2018 a través de las redes sociales que la canción sería el cuarto sencillo del álbum. La obra de arte individual que la acompaña, ilustrada por Kyler Martz, presenta el dibujo de una mujer sosteniendo un corazón, rodeada de flores, algunas de las cuales tienen patas y ojos. El 12 de febrero de 2018 se lanzó un video animado con la letra de la canción, luego de que Horan publicara un adelanto de 20 segundos el día anterior. Presenta a una dama seduciendo a varios hombres, mientras navega por una ciudad en un descapotable.

## Recepción crítica
Christina Lee de Idolator escribió que la canción "suena como un cuento de advertencia", en comparación con «Slow Hands». Mike Wass, de la misma publicación, opinó que la canción es "similarmente optimista" a «Slow Hands», y lo encontró "más amigable para la radio" que las "canciones despojadas" de Horan.

## Posicionamiento en listas
| Listas (2017-2018)                      | Mejor posición |
| --------------------------------------- | -------------- |
| Bélgica (Ultratop 50) Flanders          | 24             |
| Bélgica (Ultratop 50) Wallonia          | 24             |
| Escocia (Official Charts Company)       | 66             |
| Estados Unidos (Adult Contemporary)     | 29             |
| Estados Unidos (Adult Top 40)           | 16             |
| Estados Unidos (Dance/Mix Show Airplay) | 31             |
| Estados Unidos (Mainstream Top 40)      | 22             |
| Irlanda (IRMA)                          | 47             |
| Nueva Zelanda Heatseekers (RMNZ)        | 3              |
| Países Bajos (Dutch Top 40)             | 35             |
| Polonia (Polish Airplay Top 100)        | 20             |
| Reino Unido (UK Singles Chart)          | 94             |
| República Checa (Rádio Top 100)         | 45             |
| Suecia Heatseeker (Sverigetopplistan)   | 15             |

## Historial de lanzamiento
| País           | Fecha                 | Formato                     | Versión             | Discográfica | Ref    |
| -------------- | --------------------- | --------------------------- | ------------------- | ------------ | ------ |
| Estados Unidos | 16 de febrero de 2018 | Descarga digital, Streaming | Alternativa         | Capitol      | [ 25 ] |
| Estados Unidos | 20 de febrero de 2018 | Contemporary hit radio      | Alternativa         | Capitol      | [ 26 ] |
| Estados Unidos | 9 de marzo de 2018    | Descarga digital, Streaming | Basic Tape remix    | Capitol      | [ 27 ] |
| Estados Unidos | 15 de marzo de 2018   | Descarga digital, Streaming | Acústica            | Capitol      | [ 28 ] |
| Estados Unidos | 23 de marzo de 2018   | Descarga digital, Streaming | Slenderbodies remix | Capitol      | [ 29 ] |